# Dalbergia ngounyensis
Dalbergia ngounyensis är en ärtväxtart som beskrevs av François Pellegrin. Dalbergia ngounyensis ingår i släktet Dalbergia, och familjen ärtväxter. Inga underarter finns listade i Catalogue of Life.